# Federico Barocci

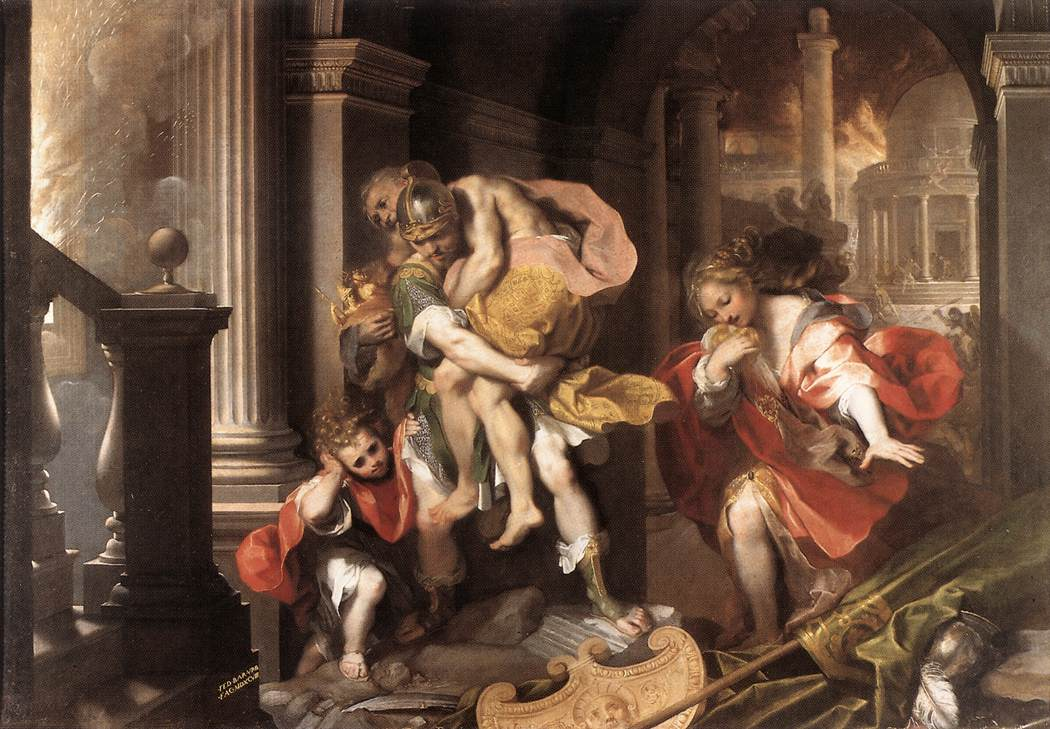
Aeneas menekülése Trójából

Federico Barocci (Urbino, 1535 vagy 1526-1528 körül – Urbino, 1612. szeptember 30.) olasz festő és nyomdász. Eredeti neve Federico Fiori. Beceneve:Il Baroccio. 
A barokk stílus névadója.

## Életpályája
Rómában, Pármában és szülővárosában, Urbinóban működött. 

## Művei
Műveinek túlnyomó része egyházi témájú, illetőleg arcképekből áll. 

### Főbb művei
- A Madonna és a szegények (1579, Firenze, Uffici)
- Rózsafüzéres Madonna (1588-1591, Senigallia)
- Utolsó vacsora' (Urbino, érseki palota)
- II. Francesco Maria delle Rovere arcképe (Uffizi)
- Levétel a keresztről (Perugia, dóm)

A budapesti Szépművészeti Múzeumban található Angyali üdvözlet Assisi Szent Ferenccel című műve.

## Stílusa
Főleg Correggio hatott rá. Művészete a manierizmustól a korai barokkig jutott el. Lágy vonalú alakjai kecses, könnyed mozgásúak.